# Genotyp
Genotyp (gr. γένος - ród, pochodzenie + τύπος - odbicie) – zespół genów danego osobnika warunkujących jego właściwości dziedziczne. Pojęcie genotypu odnosi się czasem także do genów wirusa. Jest to sparowany układ alleli (często myli się go z genomem, czyli składem genetycznym podstawowego (monoploidalnego) zestawu chromosomów). Można go wyrazić symbolicznie za pomocą oznaczeń aa, AA lub Aa, gdzie aa i AA oznaczają homozygotę pod względem tego genu, a Aa oznacza heterozygotę.
Przykład: kawie domowe o genotypach BB i Bb są podobne fenotypowo, to znaczy obie mają czarną sierść. Po skrzyżowaniu świnki czarnej BB ze świnką brązową (homozygotą bb) otrzymuje się osobniki wyłącznie czarne (heterozygoty Bb). Jednakże, po skrzyżowaniu heterozygotycznej świnki czarnej Bb z homozygotą recesywną bb otrzymuje się osobniki dwóch kolorów: czarne (Bb) i brązowe (bb).
Metoda krzyżowania z homozygotą recesywną jest najprostszą metodą badania genotypu. Jest to tak zwane krzyżowanie testowe, stosowane od dawna w hodowli zwierząt i roślin użytkowych.